# Taiwan-Weißzahnspitzmaus
Die Taiwan-Weißzahnspitzmaus (Crocidura tanakae) ist eine Spitzmausart aus der Gattung der Weißzahnspitzmäuse (Crocidura). Sie kommt endemisch auf der Insel Taiwan vor.

## Merkmale
Mit einer Kopf-Rumpf-Länge von 7,0 bis 8,6 Zentimetern zählt die Taiwan-Weißzahnspitzmaus zu den mittelgroßen Spitzmausarten. Der Schwanz erreicht eine Länge von 47 bis 62 Millimetern. Der Hinterfuß weist eine Länge von 12 bis 14 Millimetern auf. Das Rückenfell ist rauchig braun bis dunkel grauschwarz, zur Bauchseite verändert sich die Färbung graduell zu einem Dunkelgrau. Das Sommerfell ist etwas dunkler als das Winterfell. Der Schwanz ist auf der Oberseite dunkelbraun und auf der Unterseite etwas heller, allerdings nicht deutlich kontrastiert. Die Art entspricht in ihrem Aussehen der Wimpernspitzmaus (Crocidura attenuata), die auf dem chinesischen Festland vorkommt und als deren Unterart sie ursprünglich eingeordnet wurde, und lässt sich nur durch eine Untersuchung des Genoms sicher von dieser unterscheiden.
| 1 | · | 3 | · | 1 | · | 3 | = 28 |
| 1 | · | 1 | · | 1 | · | 3 | = 28 |

Der Schädel hat eine Gesamtlänge von 20 bis 22 Millimetern. Wie alle Arten der Gattung besitzt die Art im Oberkiefer pro Hälfte einen Schneidezahn (Incisivus) und danach drei einspitzige Zähne, einen Prämolaren und drei Molaren. Im Unterkiefer besitzt sie dagegen einen einzelnen Eckzahn (Caninus) hinter dem Schneidezahn. Insgesamt verfügen die Tiere damit über ein Gebiss aus 28 Zähnen. Die Zahnwurzeln sind wie bei allen Weißzahnspitzmäusen im Gegensatz zu denen der Rotzahnspitzmäuse nicht pigmentiert.
Das Genom der Wimpernspitzmaus wurde 1997 und 2001 sowohl bei der Inselpopulation auf Taiwan wie auch bei Individuen vom chinesischen Festland untersucht. Dabei konnte festgestellt werden, dass der diploide Chromosomensatz auf dem chinesischen Festland aus 2n=35–38 (FN=54) gegenüber 2n=40 (FN=56) auf Taiwan besteht. Die taiwanesische Form wurde auf dieser Basis in den Artstatus als Crocidura tanakae erhoben.

## Verbreitung
Die Taiwan-Weißzahnspitzmaus kommt endemisch auf der Insel Taiwan vor. Die Höhenverbreitung reicht bis etwa 2200 Meter.

## Lebensweise
Die Lebensweise der Taiwan-Weißzahnspitzmaus ist wie bei vielen Spitzmausarten weitestgehend unerforscht. Sie lebt in verschiedenen Lebensräumen, vor allem in Grasflächen, Bambuswäldern und anderen Waldgebieten und Gebüschen. Wie alle Spitzmäuse ernährt sich auch diese Art von wirbellosen Tieren, vor allem Insekten und Würmern. Über die Fortpflanzung ist nur wenig bekannt, Muttertiere mit ein bis drei Embryonen wurden im Februar und März identifiziert.

## Systematik
Crocidura tanakae wird als eigenständige Art innerhalb der Gattung der Weißzahnspitzmäuse (Crocidura) eingeordnet, die aus etwa 170 Arten besteht. Die wissenschaftliche Erstbeschreibung stammt von Kuroda aus dem Jahr 1938 und bezog sich auf ein Individuum aus dem Zentrum der Insel Taiwan. Sie galt zeitweise als Unterart und Inselform von C. attenuata, inzwischen wurde sie jedoch aufgrund eines deutlich unterschiedlichen Genoms aus dieser Art ausgegliedert und stellt heute eine eigenständige Art dar.
Innerhalb der Art werden heute neben der Nominatform Crocidura tanakae tanakae keine weiteren Unterarten unterschieden.

## Bedrohung und Schutz
Die Taiwan-Weißzahnspitzmaus wird von der International Union for Conservation of Nature and Natural Resources (IUCN) aufgrund der angenommenen großen Populationen auf Taiwan und der nicht vorhandenen Bestandsgefährdung sowie der Anpassungsfähigkeit an verschiedene Habitate als nicht gefährdet (least concern) eingeordnet.

## Belege
1. 1 2 3 4 5  Robert S. Hoffmann, Darrin Lunde: Taiwanese Shrew. In: Andrew T. Smith, Yan Xie: A Guide to the Mammals of China. Princeton University Press, Princeton NJ 2008, ISBN 978-0-691-09984-2, S. 301–302.
2. ↑  Crocidura attenuata (Memento vom 16. Januar 2014 im Internet Archive). In: Don E. Wilson, DeeAnn M. Reeder (Hrsg.): Mammal Species of the World. A taxonomic and geographic Reference. 2 Bände. 3. Auflage. Johns Hopkins University Press, Baltimore MD 2005, ISBN 0-8018-8221-4.
3. 1 2  Crocidura tanakae in der Roten Liste gefährdeter Arten der IUCN 2013.2. Eingestellt von: A.T. Smith, C.H. Johnston, 2008. Abgerufen am 18. Januar 2014.
4. 1 2 3 4  Crocidura tanakae (Memento vom 3. Februar 2014 im Internet Archive). In: Don E. Wilson, DeeAnn M. Reeder (Hrsg.): Mammal Species of the World. A taxonomic and geographic Reference. 2 Bände. 3. Auflage. Johns Hopkins University Press, Baltimore MD 2005, ISBN 0-8018-8221-4.